# تشارلز ميتز (سياسي)
تشارلز ميتز (بالفرنسية: Charles Metz) هو صحفي ومحامي وسياسي لوكسمبورغي، ولد في 6 يناير 1799 في لوكسمبورغ في لوكسمبورغ، وتوفي في 24 أبريل 1853 في ديكيرش في لوكسمبورغ. انتخب نائب.